# Трепасе

Трепасе (брет. Bae an Anaon, фр. Baie des Trépassés) — бухта между мысами Пуэнт-дю-Ра и Пуэнт-дю-Ван, на территории коммуны Плогоф региона Бретань.
Из-за больших волн она пользуется большой популярности среди любителей сёрфинга Бретани.
По легенде в этой бухте души умерших (от этого произошло название «Бухта Умерших») ждали прихода корабля мёртвых, который их отвез на тот свет (за горизонт).